# ATOK
ATOK（エイトック）は、ジャストシステムが開発・販売しているかな漢字変換ソフトウェア（日本語入力システム）の名称であり、同社の登録商標でもある。2007年にグッドデザイン賞を受賞した。ATOKの名称は、Advanced Technology Of Kana-Kanji transfer（かな漢字変換の先進技術）の頭文字に由来している。

## 概要
ATOKは、前身のKTIS (Kana-Kanji Transfer Input System) から一太郎のかな漢字変換部分として改版したソフトウェアであり、KTIS2の後の1985年に初版であるATOK3が登場した。ATOKは日本語かな漢字変換ソフトウェアの中で歴史が長いもののひとつで、一定規模のシェアを保ち続けている。
ATOKは変換精度や学習能力が高く、カスタマイズ（プロパティ・環境設定）の柔軟性がある。他方、他のソフトウェアと相性的な問題が発生することも時折見られる。動作が重いときやソフトウェアの配色設定によっては入力に支障が出る場合もある。これらは動作検証が不十分なためである。
ATOKは、かな漢字変換ソフトウェアの黎明期において、競合するソフトウェアが変換アルゴリズムにさまざまな工夫を凝らす中、変換アルゴリズムよりも辞書の質に重点を置く手法で変換精度を高めることに成功している。他社製のものでも学習を重ねることによって変換精度を高めることが可能であったものの、ATOKは初期状態から比較的高い精度を持っていたのが特徴であったといわれる。
ATOK7以降は一太郎とは別に単体販売も開始した。一太郎には最新版のATOKが付属するものの、出荷数はATOK単品の方が多いなどジャストシステムの主力製品になっている。2008年（平成20年）9月2日からは、月額あるいは年額ライセンス形態でも提供している。
当初のMS-DOSとその後継であるWindowsのほか、Macintosh、Linux、HP-UX、Solaris、Windows CE、Palm OS、Androidとさまざまなプラットフォームに移植しており、また後述の+ATOKもある。
バージョンアップはWindows版を先行させており、リリースが遅れがちな他OS版ではATOK離れが見られた時期があった。
かな漢字変換ソフトウェアが日本語の規範となるのを見越し、1992年に『ATOK監修委員会』を発足させた。座長は作家の紀田順一郎。
ATOKは一般用語の変換精度が高い一方、差別用語とされる単語や卑猥な単語などに対しては、MS-IMEと比べ強い自主規制を行っている。例えば、一般的にも広く用いられる小人（こびと）ですら初期の状態では変換することができない（詳しくは表現の自主規制#出版などを参照のこと）。ただし、単語登録の機能で「こびと→小人」のように強制的に変換させることはできる。また「小人」を「小（こ）」「人（びと）」に分割して変換することにより、自動的に学習して変換できるようになることもある。また初期状態においては、「しょうにん→小人」へ変換することはできる。また「陰唇」のように生理学用語の一部を登録していない。ジャストシステムはこの件に関して、誤用によって差別や障害に苦しむ人々の目に触れることなどを防止するためとの見解を出している。初期の状態で入っていない語句を使用したい利用者は、ATOKダイレクト（正規登録ユーザーのみが利用可能な追加辞書機能）を追加することにより変換が可能となっている。
連携電子辞典（広辞苑、明鏡国語辞典等）、連想変換辞書（角川類語新辞典、日本語使いさばき辞典等）、専門用語変換辞書（医療・電気・電子・情報等の変換・対訳）をATOKから利用できるようにすることで、著述業や専門職などヘビーユーザーにも普及した。
ATOK15以降、日本語の方言や文語体など、さまざまな日本語変種への対応を始めているのも特徴の一つ。最新版は駅名やカタカナ語から英語への変換（パーソナルコンピュータ→personal computerなど）を実装している。ローマ字入力から任意の英単語（yomu→readなど）や英単語索引入力機能などの新機能が充実した。
ATOK 2010からはプログラムがUnicodeに対応し、サポート外ではあるが、日本語版以外のWindowsでも利用できるようになった。ATOK 2011からはTSFに対応するようになった。
ATOK 2017からは変換エンジンを刷新し、ディープラーニングによる日本語の解析結果を利用して変換効率を向上させている。
2022年現在、下表の製品がある。
| 対応環境 | 製品名                                           |
| -------- | ------------------------------------------------ |
| Android  | ATOK for Android ATOK for Android [Professional] |
| iOS      | ATOK for iOS [Professional]                      |
| macOS    | ATOK for Mac                                     |
| Windows  | ATOK for Windows                                 |

REALFORCEには通常品にATOK専用のキーを3個追加した『REALFORCE CUSTOM Limited Edition』があり、ジャストシステムのオンラインショップ限定で販売されている。

## 名称
ATOKの名称については、現在は「Advanced Technology Of Kana-Kanji Transfer」の略であるとしている。かつては「Automatic Transfer Of Kana-kanji」の略であるとされていた。
他に、以下のような説がある。なお、ATOKの公式ウェブサイトでは、正式なもの以外を俗説とし、その一部に触れている。
- Ascii TO Kanji
- ANK (alphabet-numeric-kana) TO Kanji
- Awa-TOKushima（ジャストシステムの本社が「阿波国」徳島県徳島市にあることより）
- Awa Tokushima Operates Kanji（同上）

また、読みとしては俗に、
- アトック
- アトケー/アトケイ
- アトキ
- エイトゥーケー/エイトゥーケイ
- エートーク/エイトーク

と発音されているが、公式表記は「エイトック」である。標準辞書で「えいとっく」から「ATOK」に変換されるが、「あとっく」や「あとけー」などからは変換されない。なお会社側の表記には使われていないが「えーとっく」からも「ATOK」へ変換される（ATOK2017）。

## 歴史
1981年にロジックシステム社向けに開発したかな漢字変換ソフトがルーツである。1982年にはCP/M-80版を開発し、KTIS (Kana-kanji Transfer Input System) と名付けた。
商用としての第一歩は1983年、一太郎の前身となったPC-100用のソフトウェア「JS-WORD」に搭載されていたMS-DOS版KTISである。PC-9801版のJS-WORD（Ver.2）が発売に合わせ、KTISもバージョンアップしてKTIS2となり、さらにPC-9801版「jX-WORD太郎」発売時、複合連文節変換に対応して名称がATOK3に改められた。
後継ソフト「一太郎」 (Ver. 1) に搭載されたATOK4から、かな漢字変換システムとして一太郎から独立して使用することが可能になり、以降一太郎のバージョンアップに歩調を合わせて進化を重ねている。そのため、ATOK16までは一太郎本体のバージョンより3ずつバージョン表記が大きかった。
しかし「一太郎2004」（ATOK 17を搭載）より一太郎のバージョン表記が西暦表記に変更されたことでこの関係が崩れ、さらに、「一太郎2005」に搭載された「ATOK 2005 (Tech Ver. 18)」からは、ついに一太郎本体とバージョン表記が同一になった。ただし、「ATOK」の内部バージョンについては引き続き2018年まで「一太郎」の内部バージョンより3ずつ大きくなっていた。
Macintosh用はATOK8が最初のリリース。その後2バージョン飛んで、ATOK11からはWindows用より約半年遅れで新バージョンを発売している。ATOK14からMac OS Xに対応、ATOK 2006からUniversal Binary（一部ユーティリティ等はPowerPCバイナリ）となり、Intel Macで使用できるようになった。
また2008年9月からは、Windows版にのみ、月額300円で使用できる「ATOK定額制サービス」の提供を開始、低料金で最新のプログラムと辞書コンテンツの提供を受けられるサービスを展開している。同サービスはMac版でも2009年9月から開始された。
2011年（平成23年）11月から定額制サービスはATOK Passportにリニューアルされ、OS (Windows, Mac OS, Android) の種類を問わず最大10台まで最新版のATOKを利用できるようになった（利用料金はこれまで通り月額300円）。
2015年のATOK 2015 (Tech Ver. 28) からWindows 10に正式対応し、Windows XPには非対応となり、インストール自体ができなくなった。
2017年のATOK 2017 (Tech Ver. 30) からは、Windows Vistaには非対応となり、インストール自体ができなくなった。
2018年のATOK for Windows Tech Ver.31では、単体での買い切りパッケージ版を取りやめ、ATOK Passportのみの提供となった。これにより、新規の買い切り版は「一太郎2018」に搭載された「ATOK for Windows 一太郎2018 Limited (Tech Ver. 31)」のみとなった一方、ATOK単体での買い切り版を希望する層向けにATOK 2017が引き続き販売されている。
2019年の「一太郎2019」には「ATOK for Windows 一太郎2019 Limited (Tech Ver. 31.2)」が搭載された。2018年版より機能は改良されているもののTech Ver.は引き続き31とされたため、それまでの「一太郎」の内部バージョンとの関係が崩れた。
2020年の「一太郎2020」には「ATOK for Windows 一太郎2020 Limited (Tech Ver. 31.3)」が搭載された。Windows 7には非対応となり、インストール自体ができなくなった。2019年版より機能は改良されているもののTech Ver.は引き続き31とされたため、引き続きそれまでの「一太郎」の内部バージョンとの関係が崩れた。
2021年の「一太郎2021」には「ATOK for Windows 一太郎2021 Limited (Tech Ver. 32)」が搭載された。
2022年の「一太郎2022」では、「ATOK for Windows」の搭載を取りやめ、「ATOK Passport [プレミアム] 1年 一太郎2022 (Tech Ver. 32.2)」が搭載された。2021年版より機能は改良されているもののTech Ver.は引き続き32とされたため、ついに「ATOK」の内部バージョンと「一太郎」の内部バージョンが同一になった。
2024年のATOK for Windows 2024 (Tech Ver. 34) からは64ビット版のみの提供となった。Windows 10（32ビット版）には非対応となり、インストール自体ができなくなった。

## +ATOK
携帯電話やPDA、ゲーム機、カーナビ等に向けた組込型製品群もあり、これらは +ATOK と総称される。以前は"ATOK Pocket"との名称が付けられていた。
最初に携帯電話に採用されたのはNTTドコモの携帯電話・D503i（三菱電機製）であった。ソフトバンクやau（KDDI/沖縄セルラー電話）の携帯電話にも搭載例があり、ATOK for au等という呼び方もある（後述する、auスマートパス会員向けに提供されたものも「ATOK for au」だが、名前が同じだけの別物である）。特にauのKCP+機では標準でATOKが採用されているが、必ずしもATOKには固定されておらずKCP+機種でもシャープはケータイShoin（SH008以前、基幹エンジンは富士ソフトのFSKAREN）やiWnn（SH009以降）を、ソニー・エリクソン・モバイルコミュニケーションズはPOBox Proを独自搭載している。
ソニー・コンピュータエンタテインメントのPlayStation PortableやPlayStation 3、任天堂がOperaをベースに開発したニンテンドーDS用ウェブブラウザ「ニンテンドーDSブラウザー」や、同じく任天堂のニンテンドーDSi用のニンテンドーDSiブラウザー、Wiiにも採用されている。
携帯電話のメーカー別に見ると、三菱電機・富士通・カシオ日立モバイルコミュニケーションズ（カシオ計算機および日立製作所（→日立コンシューマエレクトロニクス））・鳥取三洋電機（現・三洋テクノソリューションズ鳥取）・三洋電機（大阪）（現・京セラSANYOブランド。W54SAとソフトウェアの開発を鳥取三洋電機が担当した機種のみ）・NEC（N600iのみ）・ノキア・パンテック&キュリテル・パナソニックモバイルコミュニケーションズ（au向けのみ）・東芝（KCP+対応機全てと同社製のスマートフォン）・京セラ（A5305KおよびW11K、同社SANYOブランドのW61SA、W63SA、W64SA、SA001、SA002を含むKCP+対応機全て）が採用している。またPHSではシャープで採用している機種がある。このほかには、ラベルライター、カーナビゲーション、映像機器等がある。
こうしたフルキーボードを持たない情報機器では、同じくジャストシステムが開発した予測変換機能・APOT (Advanced Prediction Optimization Technology) と組み合わされる場合が多い。+ATOKと競合するiWnnやPOBox Proの予測変換機能と比較すると、直前に使用した語句が頻度に関係なく表示される点、濁点や半濁点を含んだ候補まで表示される点が異なる。また+ATOKは収録語の追加・変更などは細かい部分での機能改善は行われているものの、PC版と比較するとバージョンアップがプレスリリースなどで明示されることは少ない。
文章入力専用携帯端末のポメラには、専用に調整された「ATOK for pomera」が搭載されている。中でも、上位機種には、「ATOK for pomera Professional」が搭載されている。

## モバイル向けソフト

### ATOK for Android
ATOK for Androidは、2011年（平成23年）6月22日に一般発売されたAndroidアプリ。サブスクリプションであるATOK Passportに移行するため、2021年10月31日付で買い切り版本ソフトのサポートを終了した。
体験版
2010年11月26日から、体験版がNTTドコモの一部のAndroidスマートフォン向けに「ATOK for Android [Trial]」として提供されていた。「Androidで試してナットク!エイトック!トライアルキャンペーン」と称された。その後、2011年2月末までとされていた体験版試用期間を、2011年6月30日に延期すると発表。同時にauとソフトバンクの一部機種も体験版の対象機種に加えた。
有料版
ATOK for Androidの有料版は、2011年6月22日に発売された。価格は1,500円で、2011年6月27日までは980円となっている。一般発売からはイー・モバイル、日本通信の機種などにも対応している。またNTTドコモのスゴ得コンテンツでは「ATOK for スゴ得」の名称で、auスマートパスでは「ATOK for au」の名称で有料版が利用可能。
プリインストール機
正式版としては2010年（平成22年）12月17日発売のT-01Cが初めてプリインストールで採用した。その後、2011年2月10日発売のIS04、2011年3月15日発売のN-04Cがプリインストールで採用している。プリインストール機でも有料版のインストールはできるが、日本語入力は同じATOKでも別のものとして扱われる。富士通モバイルコミュニケーションズ製のAndroidスマートフォンでは手書き入力にも対応している。
搭載されている機器
NEC製並びにNECカシオ モバイルコミュニケーションズ製、富士通モバイルコミュニケーションズ（→富士通コネクテッドテクノロジーズ→FCNT）製のAndroidスマートフォン・タブレット全機種。なおNTTドコモ向けのプリインストール版は、前述のとおり手書き入力機能などが追加されている関係から「NX!input」という別ブランド扱いとなっている。また、富士通モバイルコミュニケーションズ（→富士通コネクテッドテクノロジーズ→FCNT）向けのプリインストール版は2014年5月以降に販売開始された機種については、富士通とジャストシステムが共同開発した「Super ATOK ULTIAS」がプリインストールされている。

### ATOK Pad・ATOK for iOS
ATOKの日本語入力と連携した機能が特徴のメモツール。Windows用のベータ版が2010年5月に無料公開された。Yahoo! JAPAN・Twitter・Evernoteなどのオンラインサービスとの連携機能も搭載する。
iPhone・iPod touch向けのATOK Padは2010年9月に有料配信が開始された。2011年4月19日にバージョン 2.0.0が公開されており、1200円で販売された。ATOKの日本語入力システムを内蔵し、入力した文字列を他のアプリケーション（メール作成・Twitterなど）やクリップボードに送ることで、擬似的にiPhoneでのATOK入力を可能にしている。ジャストシステムはATOK自体をiPhoneの日本語入力システムとして提供したい意向だが、Appleは標準以外のインプットメソッドを認めなかったため実現しなかった。iOS 8以降では、サードパーティーのインプットメソッドが許可され、ATOK for iOS として提供されるようになった。
2021年10月31日付で買い切り版ATOK for iOSのサポートを終了。翌日（11月1日）からサブスクリプションであるATOK Passport対応版のATOK for iOS [Professional]の提供を開始した。